# Раївка (Куп'янський район)
Раї́вка (в минулому — Мирна Долина)— село в Україні, у Шевченківській селищній громаді Куп’янського району Харківської області. Населення становить 278 осіб. До 2020 орган місцевого самоврядування — Шевченківська селищна рада.

## Географія
Село Раївка знаходиться на березі пересихаючої річки Баба, вище за течією на відстані 1 км розташоване село Троїцьке, нижче за течією примикає село Верхньозорянське. На відстані 1 км проходить автомобільна дорога Н26 і залізниця, найближча станція Первомайське-Південне за 4 км.

## Історія
- 1795 — дата заснування.
- 7 (20) листопада 1917 року, відповідно до.Третього Універсалу Української Центральної Ради, увійшло до складу Української Народної Республіки[1].
- 12 червня 2020 року, відповідно до Розпорядження Кабінету Міністрів України № 725-р «Про визначення адміністративних центрів та затвердження територій територіальних громад Харківської області», увійшло до складу Шевченківської селищної територіальної громади[2].
- 19 липня 2020 року, в результаті адміністративно-територіальної реформи та ліквідації Шевченківського району, село увійшло до складу новоутвореного Куп'янського району Харківської області[3].

## Об'єкти соціальної сфери
- Фельдшерсько-акушерський пункт.
- Клуб

## Постаті
- Мітільов Михайло Іванович (* 1922) — учасник Другої світової війни, нагороджений 4-ма медалями «За відвагу», почесний громадянин Шевченківського району.